# Johan Jacob Clotterbooke Patijn

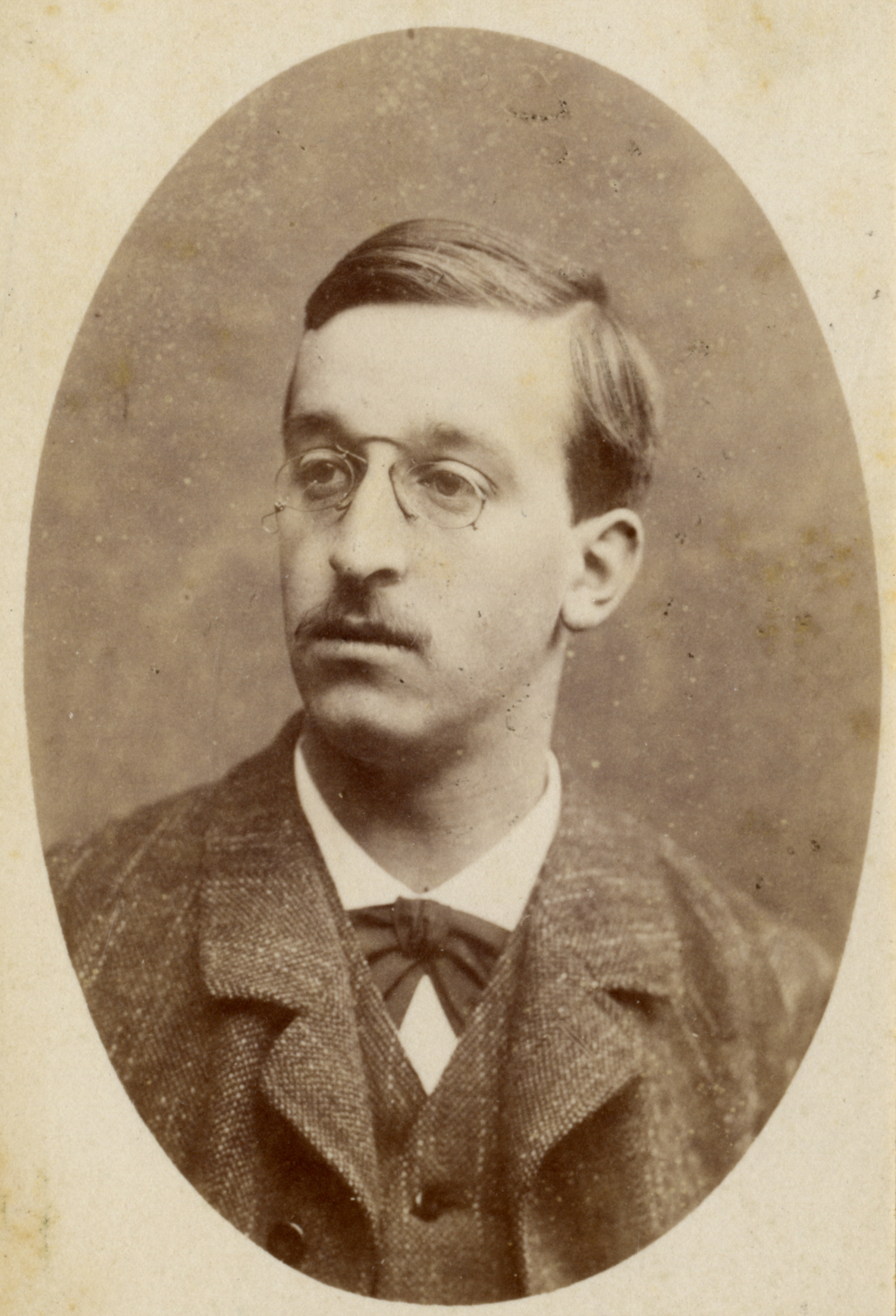
J.J. Clotterbooke Patijn (ca. 1883)

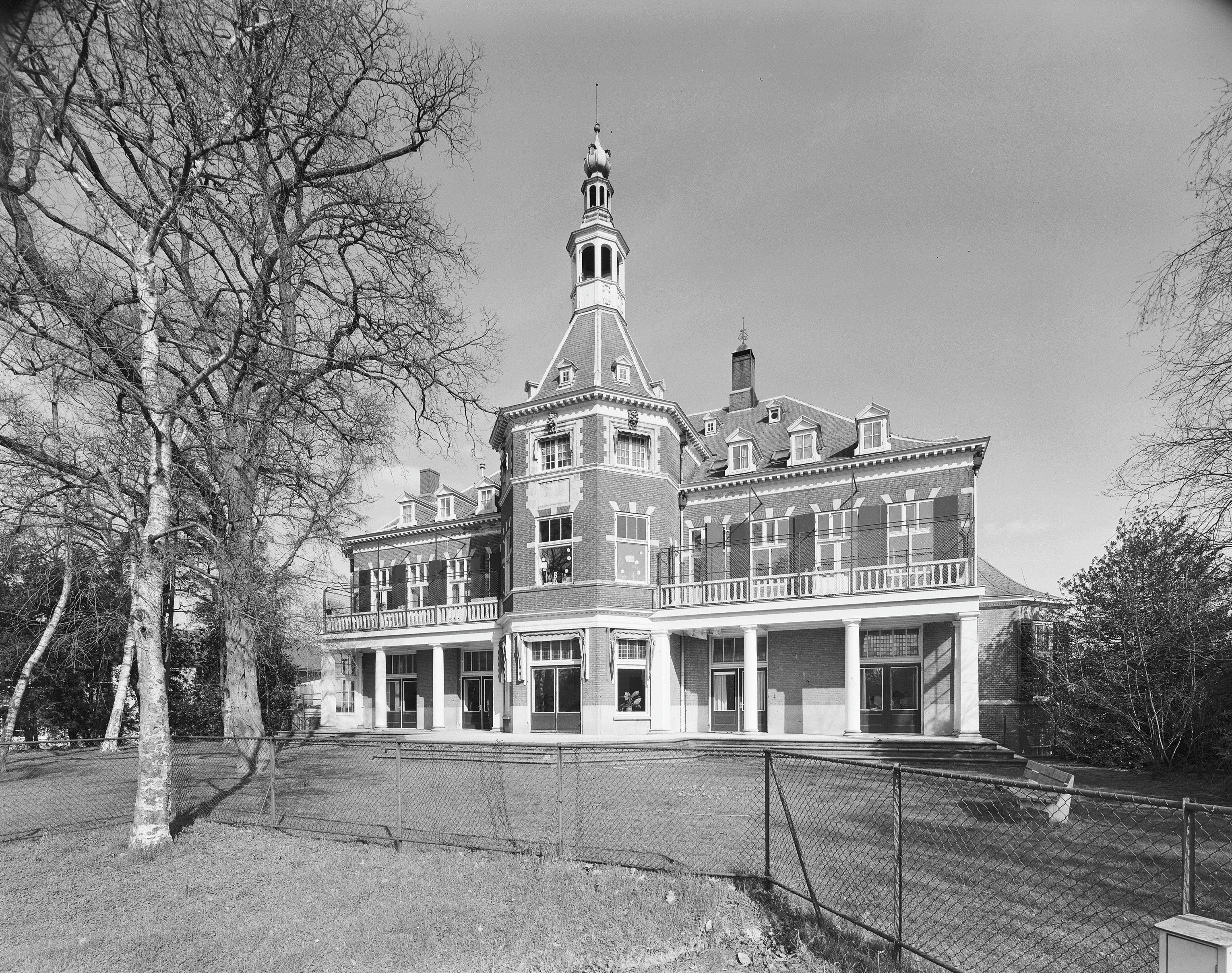
Huize Veldheim

Johan Jacob Clotterbooke Patijn, heer van Kloetinge (Zeist, 27 juli 1859 − aldaar, huize Veldheim, 2 maart 1922) was een Nederlands burgemeester.

## Biografie
Patijn was een telg uit het geslacht Patijn en een zoon van het Utrechtse gemeenteraadslid Johannes Cornelis Clotterbooke Patijn, heer van Kloetinge (1832-1876) en jkvr. Anna Calkoen (1834-1893), telg uit het geslacht Calkoen. In 1876 volgde hij zijn vader op als heer van Kloetinge. In 1888 promoveerde hij in de rechten aan de Universiteit Utrecht op Afpersing en afdreiging. Per 1 januari 1893 werd hij benoemd tot burgemeester van Zeist; op 1 januari 1918 vierde hij zijn 25-jarig ambtsjubieum. Hij trouwde in 1894 met jkvr. Marie Isabelle Anne Josine Charlotte Huydecoper (1860-1949) met wie hij drie dochters kreeg; twee dochters trouwden met twee broers Schorer. In 1908-1909 liet hij in Zeist het tegenwoordige rijksmonument huize Veldheim bouwen door architect Jan Stuivinga, tevens architect van het in die tijd gebouwde raadhuis van de gemeente, in neorenaissancestijl; op 22 augustus 1908 legde zijn oudste dochter Elisabeth Anna (1895-1989) de eerste steen. Vanaf 1911 was hij tevens (hoog)heemraad van Lekdijk Bovendams. Per 1 mei 1919 vroeg hij ontslag als burgemeester; bij de huldiging die daaraan voorafging werd met name gewezen op zijn belang voor de aansluiting op het spoorwegnet van de gemeente. In 1919, na zijn terugtreden als burgemeester, verkocht hij ruim 1 ha bosgrond van zijn landgoed Veldheim aan de gemeente Zeist; die laatste bracht het in ontwikkeling waarmee de wijk Patijnpark ontstond die naar hem vernoemd werd.
Mr. J.J. Clotterbooke Patijn van Kloetinge overleed in 1922 op Veldheim op 62-jarige leeftijd; zijn weduwe overleefde hem ruim 25 jaar, zijn middelste dochter Irmgard Marguérite Clotterbooke Patijn (1896-1984) volgde hem op in Kloetinge.